# Salix calodendron
Salix calodendron är en videväxtart som beskrevs av Wimmer. Salix calodendron ingår i släktet viden, och familjen videväxter. Inga underarter finns listade i Catalogue of Life.